# Monti Martani
I monti Martani sono un massiccio montuoso dell'Appennino umbro-marchigiano, posto al centro dell'Umbria e si estende, con un andamento regolare da sud a nord, per circa 45 chilometri, tra le province di Terni e di Perugia.

## Geografia
È delimitato ad est dalla Valle Umbra e dalla Valserra; ad ovest dalla valle del fiume Tevere e da quella del Naia nella parte meridionale; a sud dalla Conca ternana con il fiume Nera. La catena dei Martani è circondata da città e da centri storici importanti. A Nord Montefalco e Foligno, a Est Spoleto, a Ovest Todi, Acquasparta, Massa Martana e Sangemini, a Sud Terni. Numerose sono anche le tracce dell'antichità più remota e le aree archeologiche. La più importante è quella di Carsulae o i resti archeologici di Sant'Erasmo sul monte Torre Maggiore. Nasce dalle sue pendici il Rio, che scorre verso Todi, dove si getta nel Tevere.

### Orografia

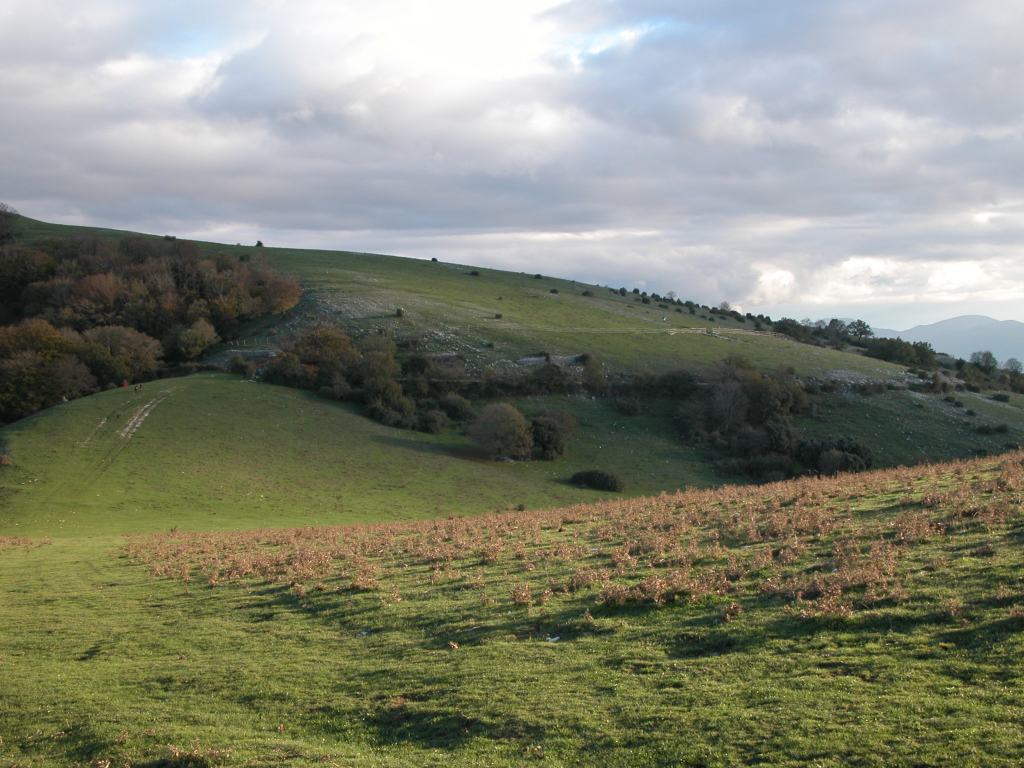
Monte Torre Maggiore

Le cime dei Martani sono perlopiù arrotondate e coperte da prati. Le più elevate sono:
- Monte Torre Maggiore (1.121 m);
- Monte Martano (1.090 m);
- Monte Forzano (1.086 m);
- Monte Acetella (1.016 m);
- Capoccia Pelata (1.054 m);
- Cima Panco (1.010 m).

### Vegetazione e idrografia
La vegetazione è costituita in prevalenza da boschi misti con prevalenza di quercia, da boschi puri di lecci e nelle zone più elevate di faggi.
I Martani sono ricchi di grotte, doline e inghiottitoi originati dall'erosione dell'acqua, tra cui l'esempio di maggiore interesse è rappresentato dal Fosso di Pozzale.
La stessa acqua, a valle, alimenta numerose sorgenti, alcune delle quali molto rinomate, come la Sangemini, la Fabia, l'Amerino, la Sanfaustino e la Furapane.

## Geologia

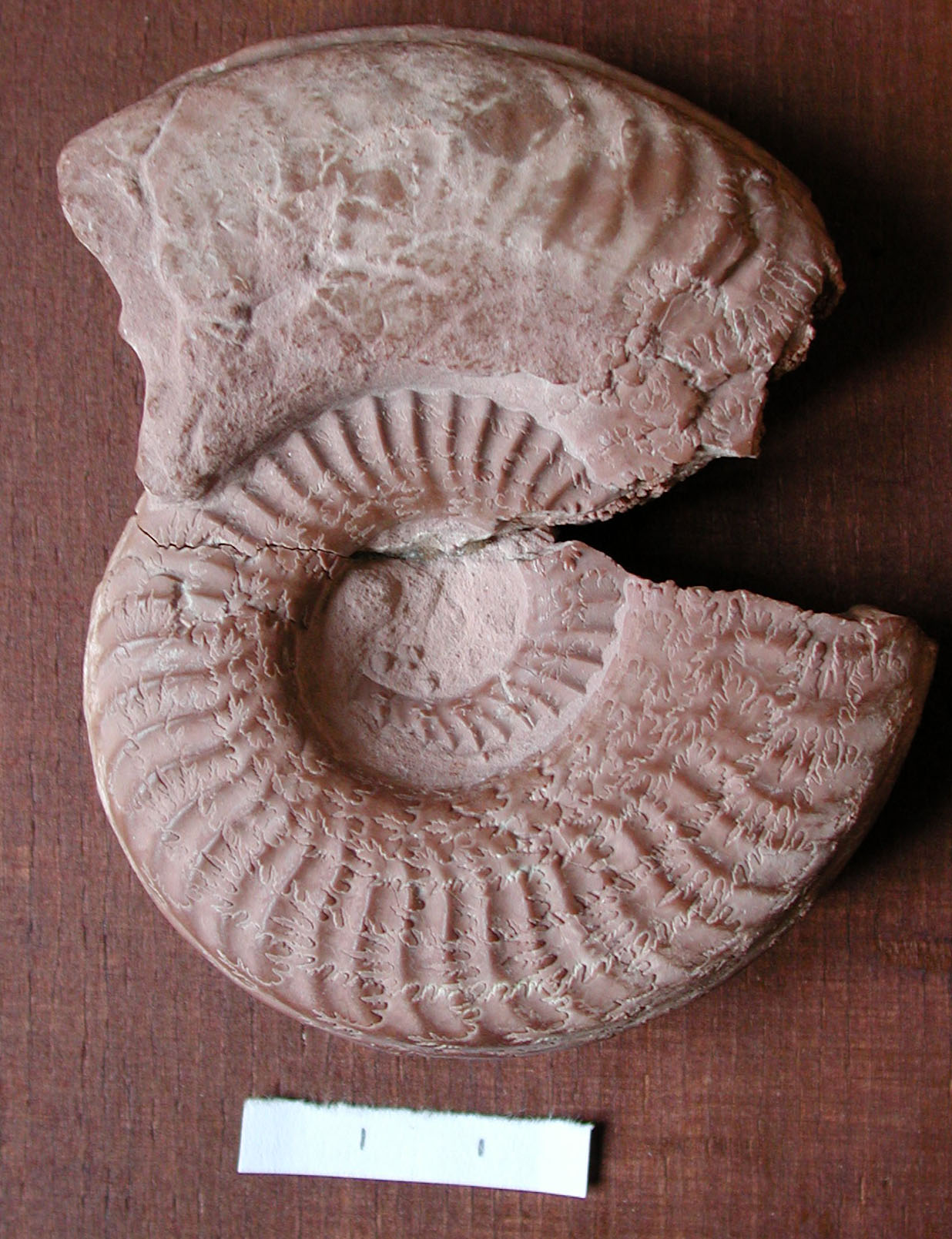
Ammonite Martanites prorsiradiatus

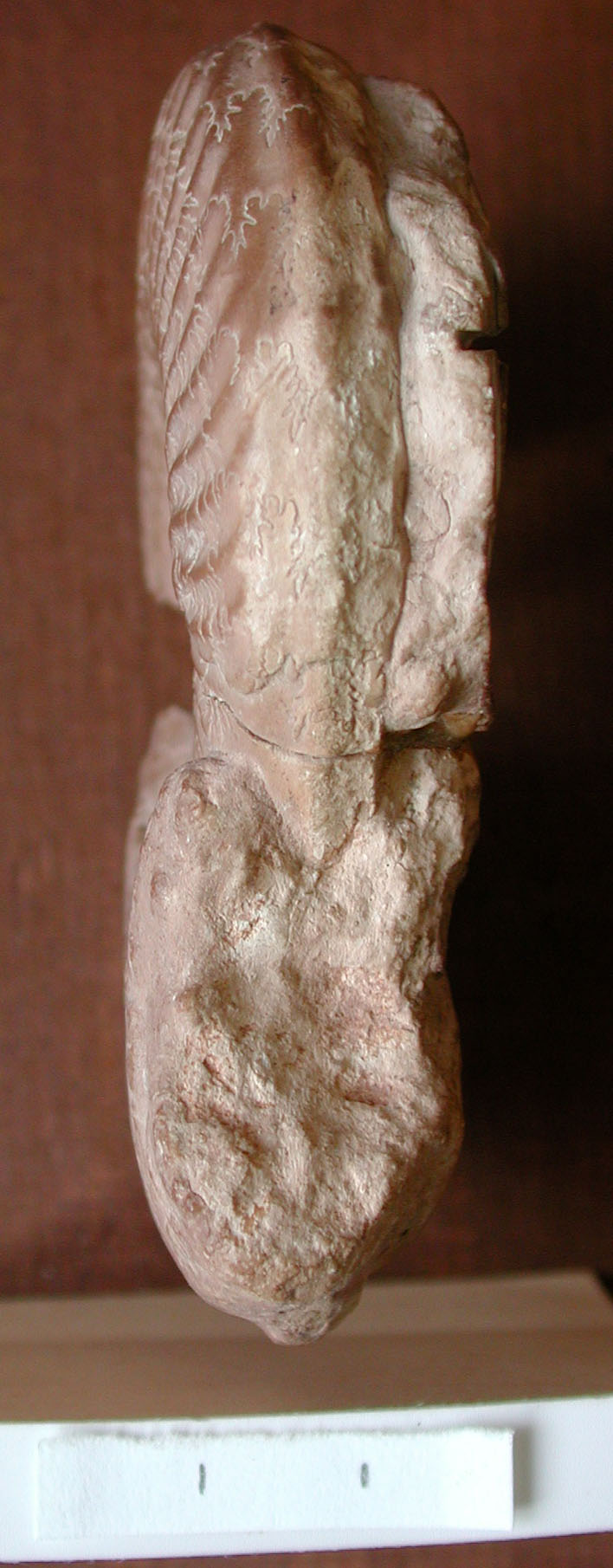
Ammonite Martanites prorsiradiatus

Dal punto di vista geologico e stratigrafico i Martani sono costituiti da sedimenti marini prevalentemente calcarei, risalenti al periodo che va dal Triassico sommitale al Cenozoico, con sporadici depositi più recenti. Dal punto di vista tettonico si tratta di un rilievo, anticlinale coricata verso Est (vedi schema geologico in "Fossili di Monti Spoletini", pag. 28, Club Alpino Italiano, sezione di Spoleto, gennaio 2006). Le rocce più antiche affiorano quindi alla base del versante occidentale della catena. Nella parte più alta si scoprono due importanti affioramenti di "Rosso Ammonitico" (Fosso di Pozzale e Cima Panco), messi in luce dal taglio per la realizzazione di laghetti collinari e conseguenti abbeveratoi per animali al pascolo.
Dal punto di vista paleontologico è degno di nota un genere di ammoniti del "Rosso Ammonitico", denominato Martanites, riconosciuto anche a livello internazionale, il cui nome deriva dai Monti Martani. Qui è figurato il lato e il profilo ingrandito dell'esemplare più grande trovato (diam. 9 cm). Risale al Toarciano, zona a Striatus (Giurassico inferiore), "Rosso Ammonitico" di Cima Panco. La scheda e le immagini di queste forme compaiono sia nella rivista del CAI citata, sia nel libro del 2010: "Ammoniti, un viaggio geologico nella montagne appenniniche". Vedi anche discussioni di questa voce. Un esemplare ben conservato di Martanites è esposto presso la Mostra Permanente di Geo-Paleontologia, in loc. Cà Piombino -Assisi, proveniente dal Rosso Ammonitico del m. Subasio.

## Curiosità
Una galleria lunga più di 4 Km dovrebbe passare sotto ai Monti Martani, a completamento della SS 685 Tre Valli Umbre (aperta a tratti a partire dagli anni '90) che si dirama dalla SS4 Salaria all'altezza di Arquata del Tronto, attraversa la Valnerina e la Valle Umbra e che attualmente si innesta nella SR 418 Spoletina (per il momento unica via diretta per Acquasparta), che dovrebbe essere sostituita dalla più recente arteria. Oggi (2019), l'opera è in fase di progettazione. Il portale est dovrebbe essere nella frazione spoletina di Crocemarroggia; il portale ovest sarebbe ad Acquasparta, nei pressi dello svincolo della superstrada SS 3 bis (meglio nota come E45, cioè il numero della Strada Europea che la attraversa), ove termina la Strada Regionale Spoletina.